# Dendropsophus reichlei
Dendropsophus reichlei är en groddjursart som beskrevs av Moravec, Aparicio, Guerrero-Reinhard, Calderon och Köhler 2008. Dendropsophus reichlei ingår i släktet Dendropsophus och familjen lövgrodor. IUCN kategoriserar arten globalt som otillräckligt studerad. Inga underarter finns listade i Catalogue of Life.